# Henriëtte Bosmans
Pour les articles homonymes, voir Bosmans.
Henriëtte Hilda Bosmans, née le 6 décembre 1895 à Amsterdam et morte le 2 juillet 1952 dans la même ville, est une pianiste et compositrice néerlandaise.

## Biographie

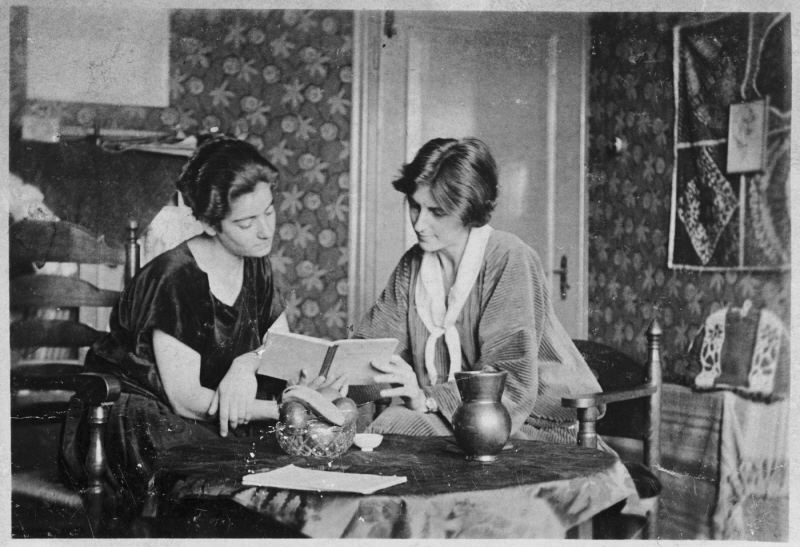
Frieda Belinfante et Henriëtte Hilda Bosmans vers 1929.

Henriëtte Bosmans naît dans une famille de musiciens professionnels. Son père, Henri Bosmans, mort alors qu’elle était âgée de six mois, était premier violoncelle du Concertgebouw et sa mère, Sarah Bosmans-Benedicts (ꝉ 1949), enseigne le piano au conservatoire d’Amsterdam – durant quarante ans. Elle apprend le piano avec sa mère et devient elle-même professeur de piano à l’âge de 17 ans. Elle se produit dès lors régulièrement au Concertgebouw.
À partir de 1914 elle compose pour le piano et en 1919, sa Sonate pour violon est jouée en public. Elle écrit principalement la musique de chambre et après ses études elle commence à écrire de la musique orchestrale, souvent avec un violoncelle soliste.
Dans les années 1920 elle se produit en Europe, jouant avec Monteux, Mengelberg et Ansermet. Au Concertgebouw, elle donne 22 représentations de 1929 à 1949 .
Après avoir commencé à apprendre la composition avec Cornelis Dopper, de 1927 à 1930 elle suit les cours d'instrumentation de Willem Pijper qui tente de dynamiser la création de style moderne dans le pays et forme de nombreux compositeurs. Elle lui dédie son Quatuor à cordes.
En 1921 elle rencontre Frieda Bellinfante, avec laquelle elle a une liaison durant 7 années. Bien que plus jeune qu'elle de 7 années, Belinfante prend soin de Bosman et de sa carrière. Elle la protège également des exigences de  sa mère.
Bosman lui consacre son Concerto pour violoncelle no 2 qui est joué en janvier 1924, avec Belinfante comme soliste. Le couple joue dans un trio, le «Trio Amstellodamois»  avec le flutiste Johan Feltkamp. Dès 1930 elle joue dans un autre trio avec le violoniste  Ferdinand Helmann et le violoncelliste Henk van Wezel.
En 1934, elle se fiance avec Francis Koene, violoniste, avec qui elle joue souvent. À son décès d'une tumeur au cerveau, en janvier 1935, Henriëtte Bosmans, sous le choc, arrête de composer pour plusieurs années. En août 1942, l'occupant nazi lui interdit toute activité, parce qu'elle est demi-juive.
Après la guerre, reprenant sa carrière de concertiste, elle compose de nouveau de nombreuses œuvres et collabore à plusieurs journaux, motivée par une vue très négative sur la critique. Elle rejoint l'association des compositeurs néerlandais en 1947. Elle entretient une correspondance avec des collègues, tel Benjamin Britten.
Le 30 avril 1952, après un concert où elle accompagne la chanteuse française Noémie Pérugia avec qui elle formait un duo depuis quelques années, elle s'écroule brutalement. Le 2 juillet 1952, à 56 ans, elle meurt d'un cancer de l'estomac. Elle a été enterrée au cimetière Zorgvlied à Amsterdam.
Elle a pendant sept ans été la compagne de la cheffe d'orchestre Frieda Belinfante dès 1928.
4 rues portent son nom en Hollande.

## Style
Bosmans a développé son œuvre dans un style moderne, inspiré notamment par Debussy et d'autres pionniers. Elle a réussi cependant à trouver sa propre voie. De William Piper, son professeur, elle a pris l'usage de la polytonalité qui donne à sa musique une couleur principalement impressionniste.

## Œuvres
- Sonate pour violon et piano (1918)
- Sonate pour violoncelle et piano (1919)
- Trio pour violon, violoncelle et piano (1921)
- Concerto pour violoncelle no 1 (1921)
- Concerto pour violoncelle no 2 (1923)
- Mélodies Françaises, poème symphonique pour violoncelle et orchestre (1923)
- Impressions, pour violoncelle et piano (1926)[5]
  1. Cortège
  2. Nuit Calme
  3. En Espagne
- Nuit Calme, pour violoncelle et piano (1926)
- Quatuor à cordes (1927). Dédié à Willem Pijper.
- Pièce de concert pour violon et orchestre (1934)
- Deux pièces pour violon et piano. Dédié à Felice Togni
  1. Arietta
  2. Danse Orientale
- Quatre pièces de concert pour violon et piano. Dédiées à Alexander Schmuller
  1. Preludium
  2. Uit vervlogen tijd
  3. Intermezzo
  4. Dorpsdans
- Cadence pour le Concerto pour violon nº 5 en la majeur, Kv. 219 de Mozart.
- Deux mélodies sur des textes de Fedde Schurer (c. 1945) Créées avec Jo Vincent.
- Doodenmars [Marche de la mort] sur un texte de Cara Eggink
- Lead, kindly light, mélodie avec orchestre (1945) sur un poème du Cardinal John Henry Newman.
- Versets d'après Maria Lecina (1950) Poème de J. Verumeus Buning
- Quatre mélodies sur des poèmes de Paul Faure (1948–51) Dédiées à la chanteuse française Noémie Pérugia

Les deux femmes formaient un duo après guerre. Perugia refusant de chanter en néerlandais, Bosmans a arrangé ses œuvres pour elle en français et lui a dédié onze mélodies – sur les 41 mélodies composées, il y en a 21 sur des textes français. Citons notamment Alfred de Musset, Paul Verlaine, Jacques Prévert, en français. En allemand en met en musique Heinrich Heine, Otto Julius Bierbaum.

## Prix
Le prix Henriëtte Bosmans, créé en son hommage en 1994, récompense chaque année un jeune musicien néerlandais.

## Discographie
- Versets d'après Maria Lecina - Rachel Ann Morgan (mezzo), Frans van Ruth (piano) in Six femmes compositrices des Pays-Bas (1991 - Radio Nederland 18)
- Out of the Shadow, Lucia Swarts (Violoncelle), Elena Malinova (Piano), Challenge Classics, 2022

## Galerie photographique

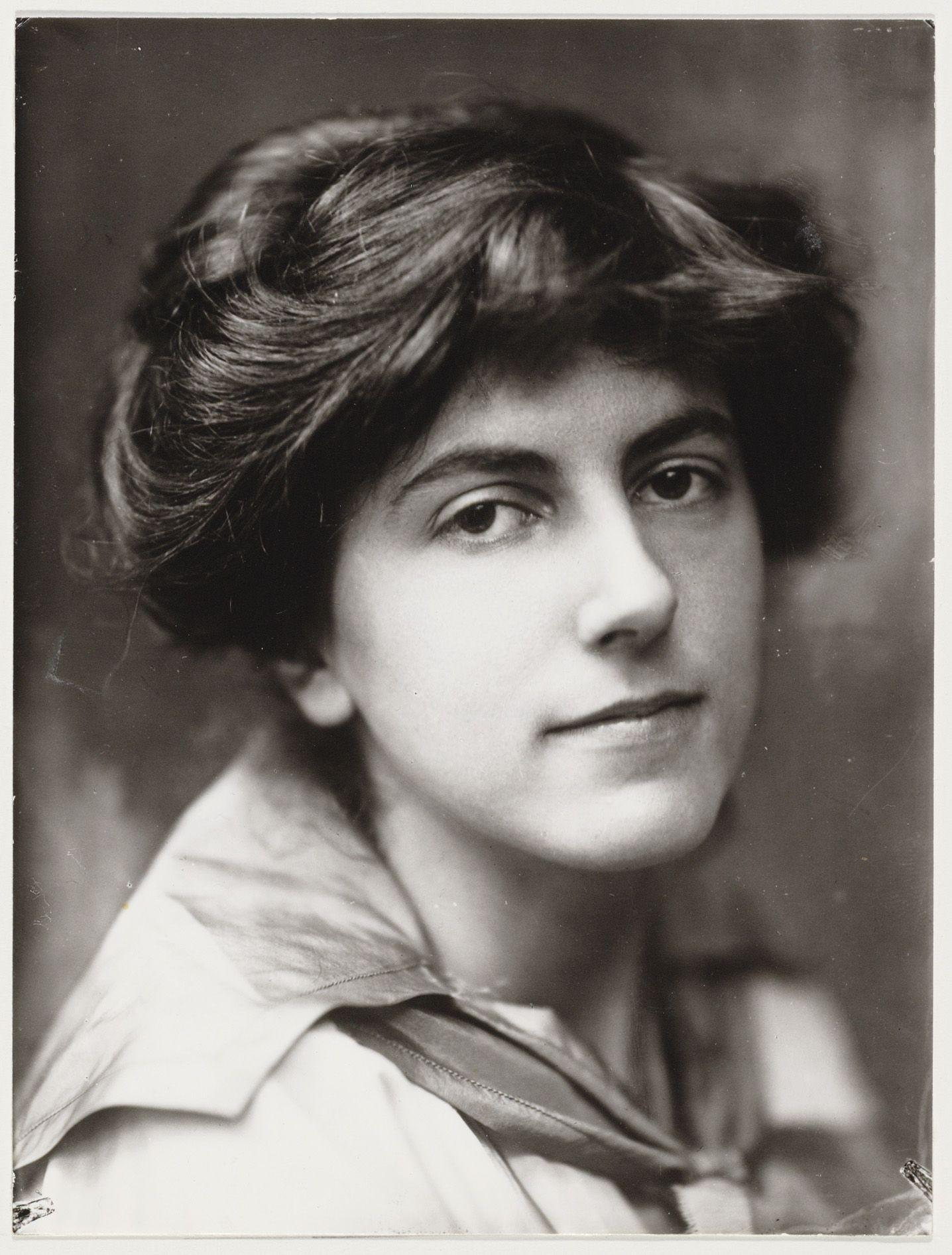
Henriëtte Bosmans en 1917
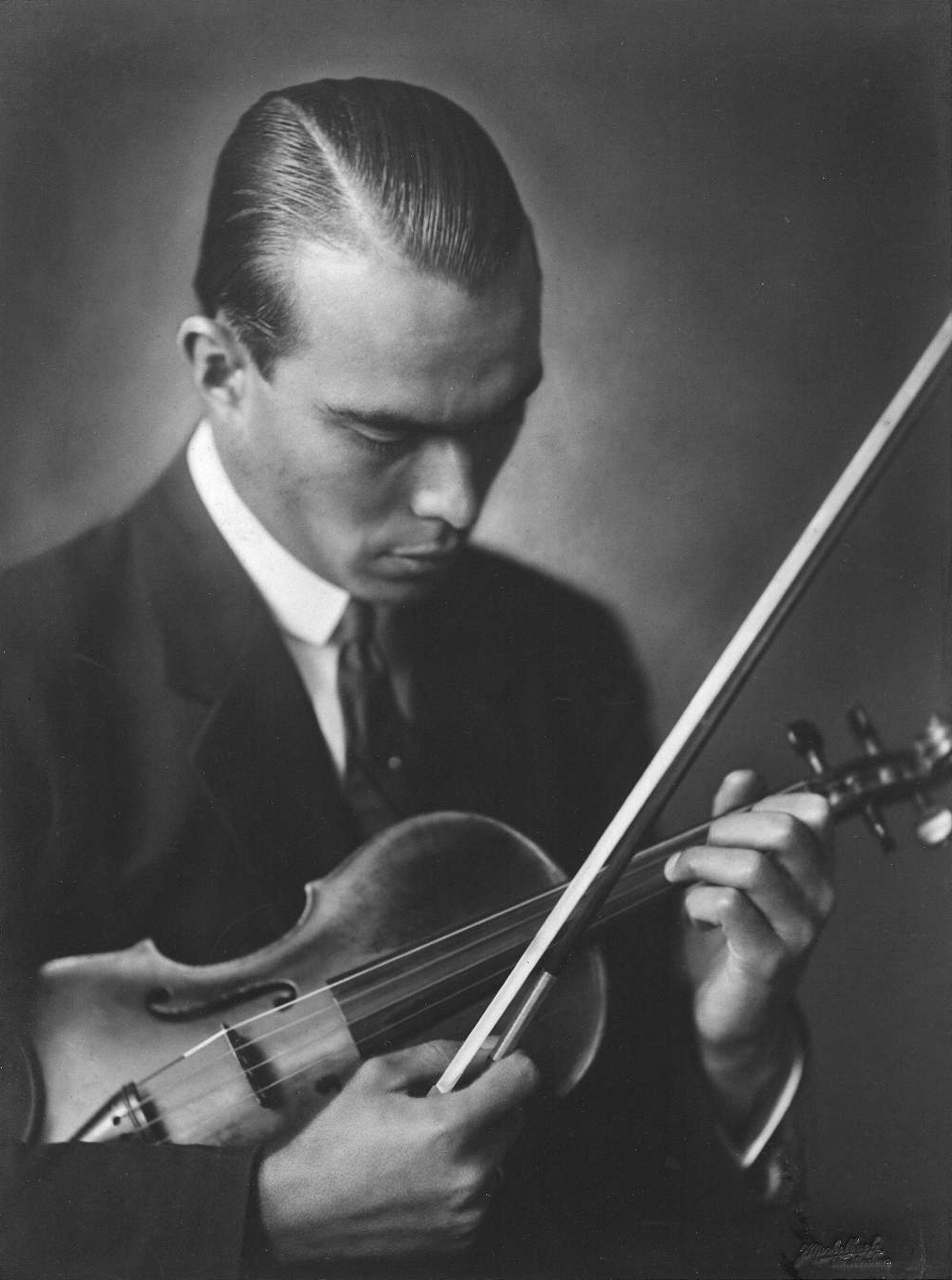
Francis Koene en 1922.